# Pastor bohemio
El Pastor bohemio —también conocido como Chodský Pes o Chodenhund— es una raza canina originaria de la República Checa. Está reconocido desde 1985 a nivel nacional por el Kennel Club checo (ČMKU), y desde 2019 a nivel internacional por la FCI.

## Historia

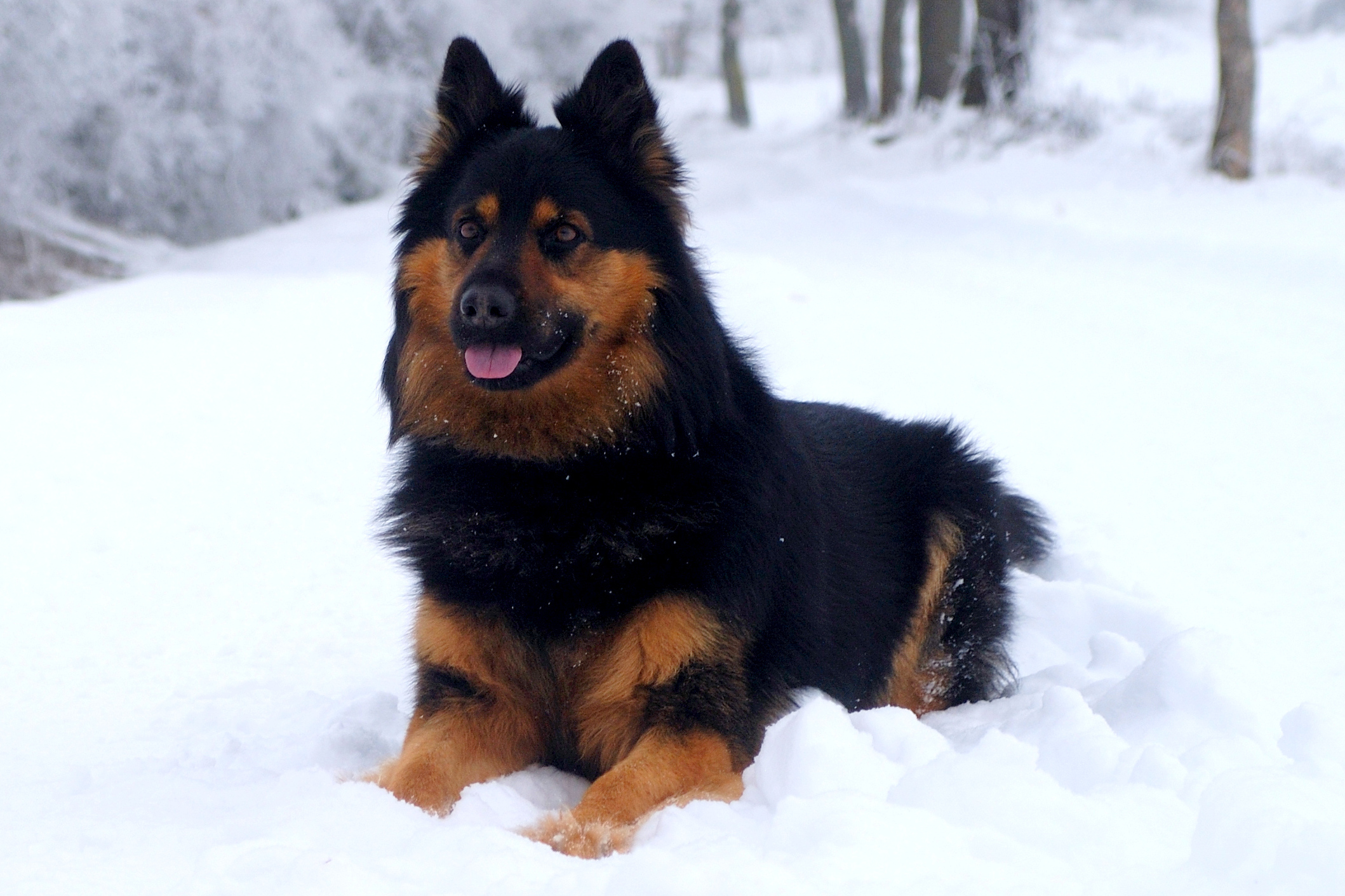

El Chodský pes es una antigua raza de  perro pastor que ha cuidado de las fronteras y casas del suroeste de Bohemia en la región de Chodsko, alrededor de la ciudad de Domažlice.
Durante la Edad Media, el pastor bohemio era criado en la zona oeste de la República Checa en la región de Chod (en checo: Chodsko, y en alemán: Chodenland). La zona era agreste, rústica y eran hombres libres quienes se encargaban de vigilar la frontera occidental y las zonas boscosas, ayudados por perros con un aspecto similar al de un lobo. En 1325, el rey Juan I de Bohemia concedió a los chodové privilegios oficiales asociados con el trabajo habitual de cuidar la frontera. En 1576, Rodolfo II extendió los privilegios de la región, que incluían: el derecho a utilizar armas de largo y corto alcance, el cultivo y explotación de las tierras, y poseer perros de trabajo de tamaño mediano, resistentes al clima adverso para que vigilarán y cuidaran del ganado y de las tierras.
El papel del pastor bohemio comenzó a adaptarse durante el período en que se inició la cría de ovejas en la región. Como la raza es muy antigua, posiblemente sea uno de los predecesores del pastor alemán. En el país checo se conoce la existencia del pastor bohemio desde el siglo XIV, y ha sido criado profesionalmente a partir del siglo XVI. 
La novela de Alois Jirasek titulada «Psohlavci (The Dogheads)» en 1884, —acerca de la rebelión en Chod— contribuyó al redescubrimiento de la raza, junto con la historia del pueblo Chodové, ya que en el libro se asigna a estos perros el estandarte de la insurrección. La bandera se convirtió en parte del conocimiento nacional, gracias a los dibujos del pintor checo Mikolas Ales. El emblema de la cabeza del perro de Bohemia aún sigue presente en las insignias de los niños exploradores checos.
A partir de este período, es decir, a finales del siglo XIX, en la República Checa comenzaron los intentos de recuperar la cría del pastor bohemio. Un programa de cría moderna para la raza se inició en 1984, existiendo muchos criadores en el país de origen. Después de varios años de cuidadosa selección de los ejemplares para la cría, el cinólogo Jana Findejsa completó la recuperación de la raza y consiguió la aprobación y reconocimiento de la misma en 1985. En 1989 se organizó la primera exposición canina de Chodský Pes en Domažlice, y se han registrado alrededor de 3.500 nacimientos de cachorros desde que el programa comenzó (1984-2009).

### La raza en otros países
A partir del 5 de mayo de 2012 el pastor bohemio puede exhibirse en Suecia. El 1 de enero de 2013 la raza puede exhibirse en Finlandia. A su vez, el 1 de enero de 2013, la raza también puede presentarse en las exposiciones del Kennel Club de Dinamarca.
El consejo ejecutivo del Kennel Club de Noruega aprobó, el 8 de octubre de 2012, que la raza podrá ser inscrita y entrar en exhibiciones de ámbito nacional a partir del 1 de enero de 2013.

## Descripción

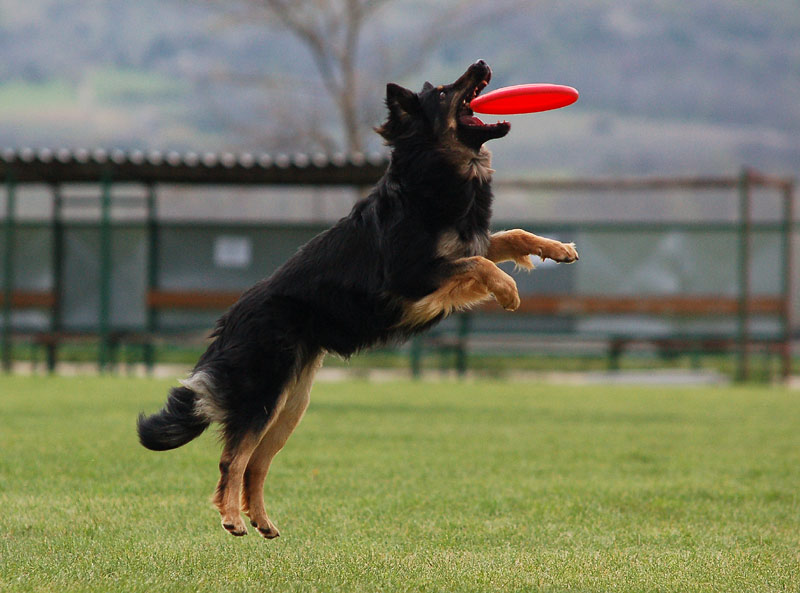
Pastor bohemio durante una competición de disc dog (un deporte canino).

### Apariencia
Tiene un tamaño y peso medio (49 a 55 cm de altura y pesa alrededor de 18 a 25 kg). El pelaje es largo y denso, con abundante subpelo, que le permite sobrevivir en climas hostiles. Tiene una silueta rectangular armoniosa: compacto y bien proporcionado con orejas de inserción alta, pequeñas, puntiagudas, y erguidas, con el hocico es negro. El trote es fluido, ligero y sin prisas, lo que es una de las características típicas de esta raza.

### Temperamento
Los perros de esta raza son activos, con buena disposición para el adiestramiento en obediencia. Son buenos vigilantes y resistentes a las condiciones climáticas adversas. Tratan a los extraños con precaución, debido a que tienen un fuerte instinto de protección, por lo que se deben socializar desde temprana edad para que desarrollen una buena relación con su entorno. Pueden ser fácilmente entrenados, y gracias a que tiene un temperamento estable se llevan bien con los niños y otras mascotas.

### Usos
El pastor bohemio es un perro de trabajo. Se utiliza en disciplinas como el Schutzhund, pruebas de pastoreo, junto con deportes caninos como: agility, disc dog, flyball, entre otros. Su agilidad y agudo sentido del olfato lo convierten en buen perro de rescate, además de ser un excelente perro de familia y compañía.